# Tours Aillaud
A Tours Aillaud épületcsoport a párizsi La Défense negyedben, Nanterre-ben.
Az 1976-ban, a La Défense üzleti negyed szélén épült Tours Aillaud főépítészéről, Emile Aillaudról kapta a nevét. A projekt 18 tornyot tartalmaz, benne 1607 apartmannal. A legmagasabb ezek közül a Tours 1 és 2 39 emelettel és 105 méter magassággal. A Tours 3–10 20 emeletes, a Tours 11–18 pedig 13 emeletes.